# تيسا دودر
تيسا دودر (بالإنجليزية: Tessa Duder)‏ (1940 - )؛ كاتِبة، وروائية، وكاتبة للأطفال من نيوزيلندا.

## الجوائز
- نيشان الامبراطورية البريطانية من رتبة ضابط